# Langflogbreen
Der Langflogbreen (norwegisch für Lange-Felswand-Gletscher) ist ein Gletscher im ostantarktischen Königin-Maud-Land. Im Mühlig-Hofmann-Gebirge fließt er zwischen dem Hochlinfjellet und dem Kliff Langfloget in nördlicher Richtung.
Norwegische Kartographen, die ihn auch in Verbindung mit dem Kliff benannten, kartierten ihn anhand von Vermessungen und Luftaufnahmen der Dritten Norwegischen Antarktisexpedition (1956–1960).